# Gymnopus dryophilus
Gymnopus dryophilus (Pierre Bulliard, 1790 ex William Alphonso Murrill, 1916), sin. Collybia dryophila ([Pierre Bulliard, 1790 ex Paul Kummer, 1871), din încrengătura Basidiomycota în familia Marasmiaceae și de genul Gymnopus, denumită în popor stejăriță, este o ciupercă comestibilă, saprofită precum rar și inofensiv parazitară. Se dezvoltă în România, Basarabia și Bucovina de Nord în păduri de foioase sau mixte în număr mare, adesea în tufe cu multe exemplare, pe trunchiuri de stejar și fag (mai rar și de carpen sau arțar) aflați în putrefacție, dar infestă câteodată și lemn viu. Specia apare de la câmpie la munte din mai până toamna târziu și în condiții climatice favorabile, unele exemplare persistă chiar până în iarnă.

## Istoric

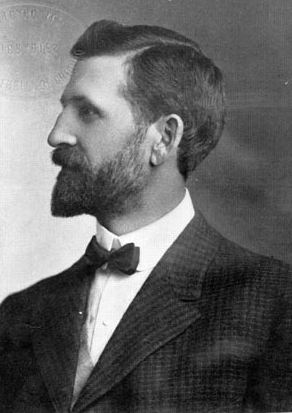
W. A. Murrill

Specia a fost descoperită de savantul francez Pierre Bulliard și publicată sub titlul Agaricus dryophilus în volumul 10 al marii sale opere Herbier de la France ou, Collection complette des plantes indigenes de ce royaume etc… din 1790, iar renumitul micolog german Paul Kummer a transferat specia la genul Collybia sub păstrarea epitetului, de verificat în opera sa principală Der Führer in die Pilzkunde: Anleitung zum methodischen, leichten und sicheren Bestimmen der in Deutschland vorkommenden Pilze mit Ausnahme der Schimmel- und allzu winzigen Schleim- und Kern-Pilzchen din 1871. Denumirea, deși folosită foarte des până în prezent în cărți micologice cu renume, astfel la Cetto, Dähncke, Drăgulescu, Gerhard, Moser și alții, este considerată de mai mulți ani oficial doar sinonim. Numele binomial actual (tot încă discutat), Gymnopus dryophilus, a fost creat de către micologul american William Alphonso Murrill (1869-1957) și publicat în volumul 9 al jurnalului micologic North American Flora din 1916.
Toate celelalte încercări de redenumire nu au fost folosite niciodată și sunt astfel neglijabile.

## Descriere

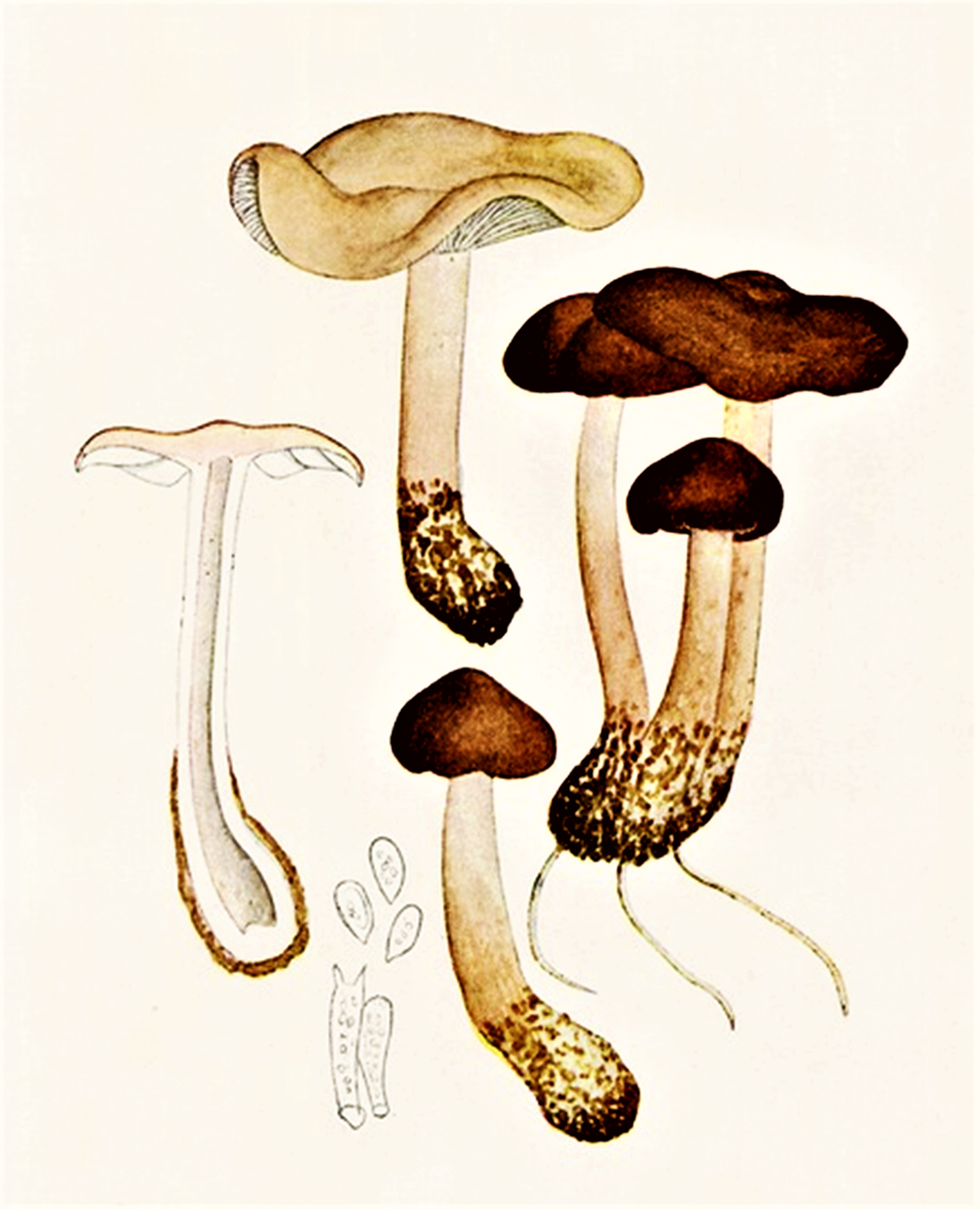
Bres.: Collybia dryophila

- Pălăria: are un diametru de 2-6 (8) cm, este destul de subțire, higrofană, în tinerețe convexă, cu maturitatea se aplatizată, devenind din ce în ce mai adâncită și neregulată cu marginea răsucită în sus, prezentând ocazional un gurgui mic și turtit în centru. Cuticula este umedă, netedă și goală, datorită celor multe variații de colorit extrem de variabil, care poate fi aproape alb, bej deschis, slab gălbui, galben-roșcat, portocaliu închis ocru-maroniu până la castaniu, decolorându-se mai deschis a bătrânețe. Numai la variația Gymnopus dryophilus var. aquosus prezintă caneluri slabe la margine.
- Lamelele: sunt subțiri și stau dens cu muchii ușor ondulate, fiind ocazional scurt bifurcate spre margine, destul de înalte, numai slab bulboase și aderate la picior cu un dinte, având astfel un aspect aproape liber. Coloritul este alb, în vârstă slab gălbui sau palid crem.
- Piciorul: are o înălțime de 4-8 (10) cm și o grosime 0,3-0,5 (0,8) cm, este neted, tare și radial fibros, cilindric, adesea îngroșat spre bază și cu ștreanguri miceliane albicioase. Este gol pe dinăuntru. Coloritul poate fi galben-roșiatic, ocru-maroniu, maro deschis, spre pălărie mai deschis, iar spre bază mai închis.
- Carnea: este în pălărie ușor elastică și fragilă, iar în picior tare și fibroasă. Mirosul slab amărui amintește de ciuperci sau lemn proaspăt. Gustul este plăcut.[3][4][5][6]
- Caracteristici microscopice: are spori mici, netezi, elipsoidali, în formă de picătură, hialini (translucizi) și neamiloizi (nu se decolorează cu reactivi de iod), cu o mărime de 5-6 x 2-3 microni. Pulberea lor este albă. Basidiile cu 2-4 sterigme fiecare au o formă de măciucă și  măsoară 25-30 x 6-7 microni. Cheilocistidele (cele la muchiile lamelelor) mai mari sunt clavate neregulat cu excrescențe destul de late spre vârf. Pleuro-cistidele lipsesc.[10][11]
- Reacții chimice: Carnea buretelui se colorează cu fenol brun, carnea și lamelele cu sulfat de fier imediat violet.[12][13]

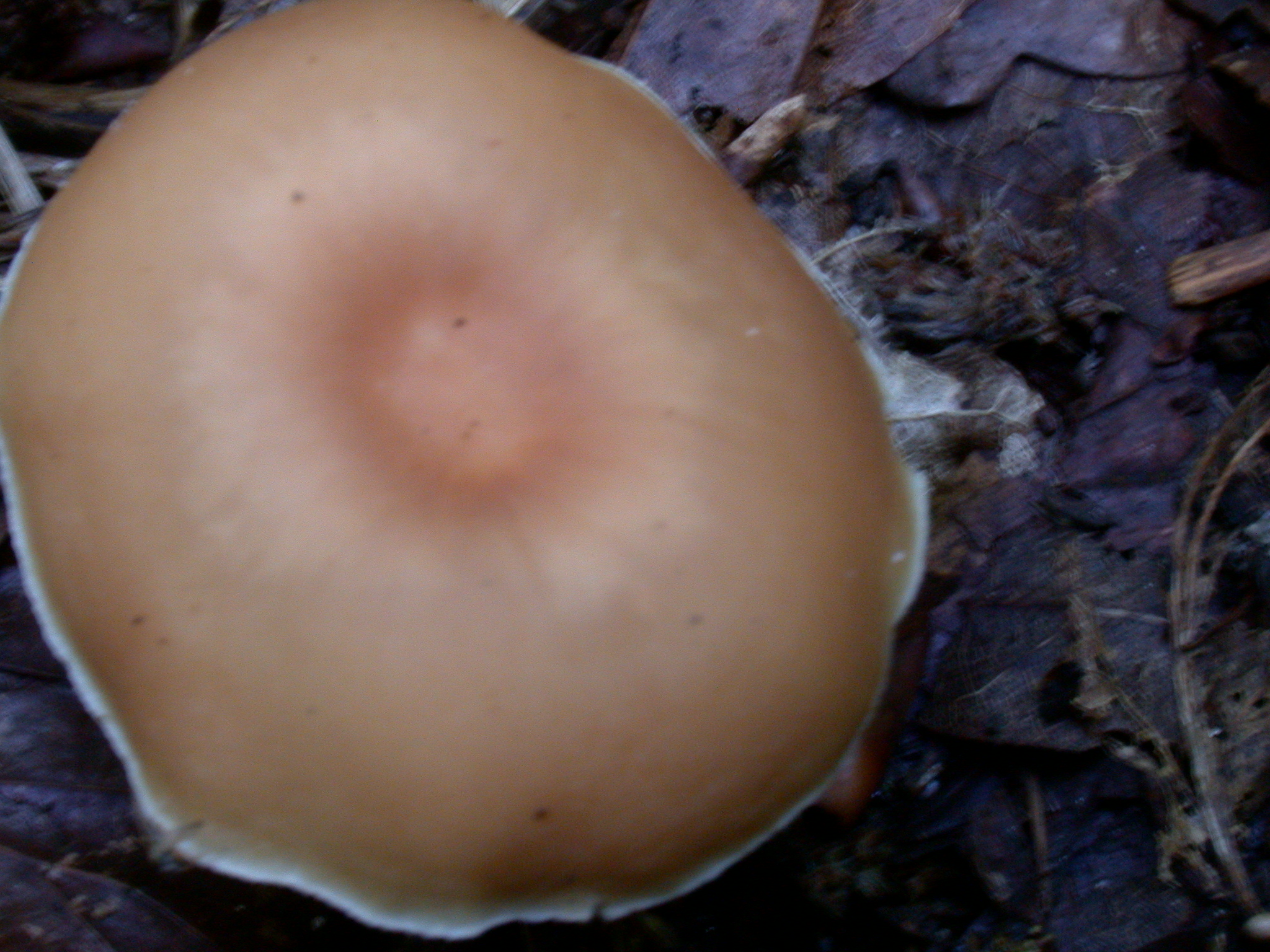
G. dryophilus, pălărie
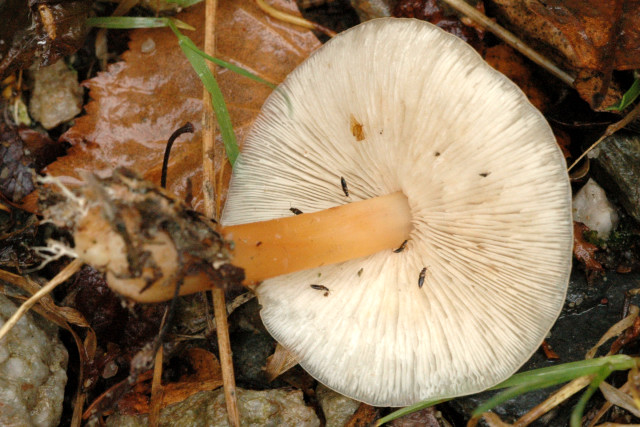
G. dryophilus, lamele și picior
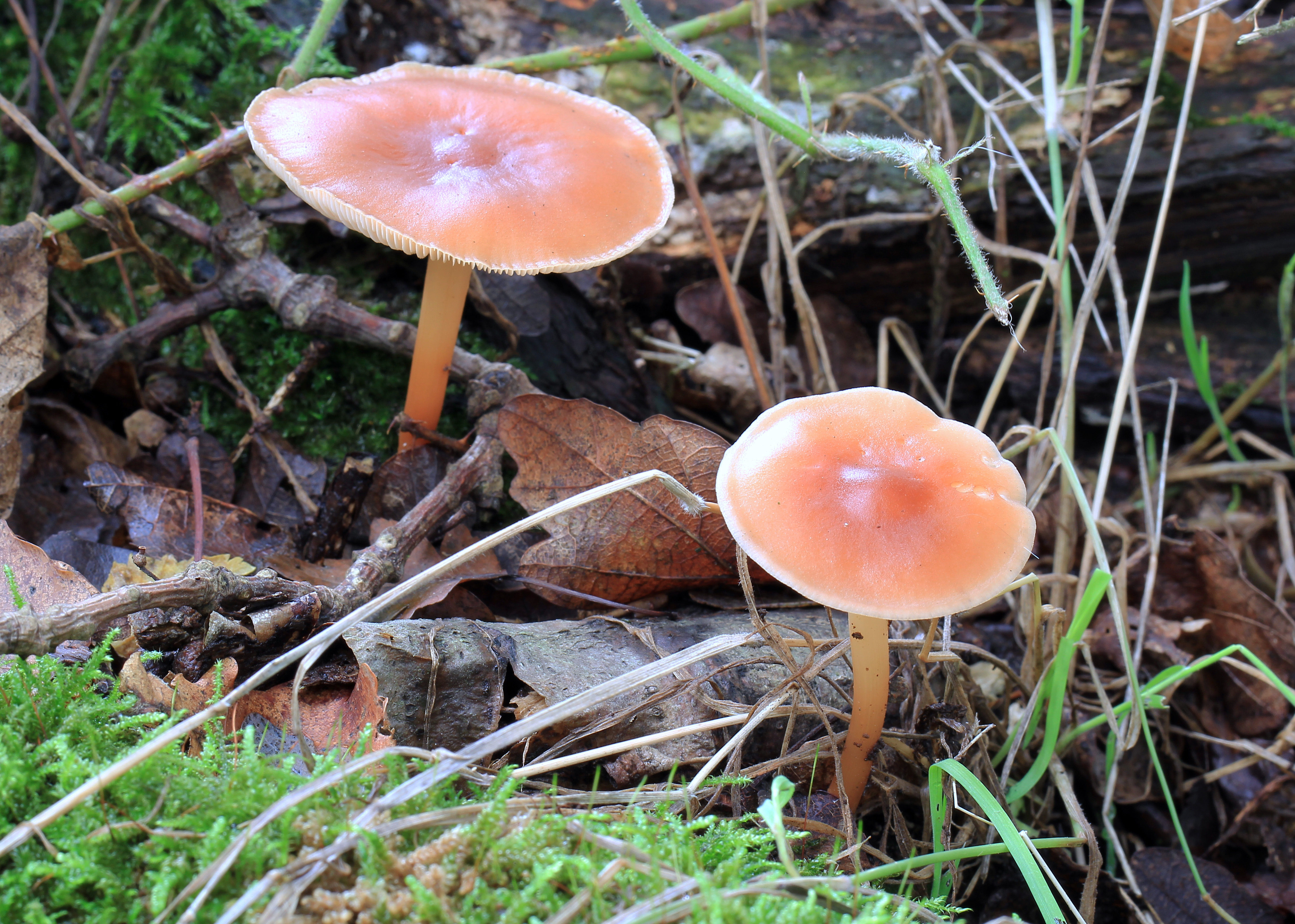
G. dryophilus mature
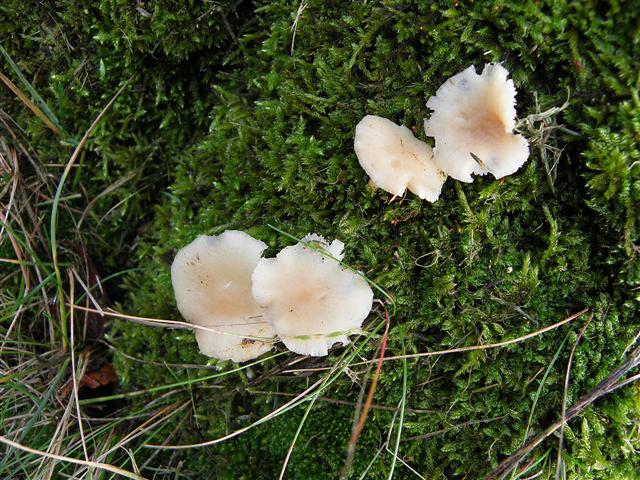
G. dryophilus bătrâne
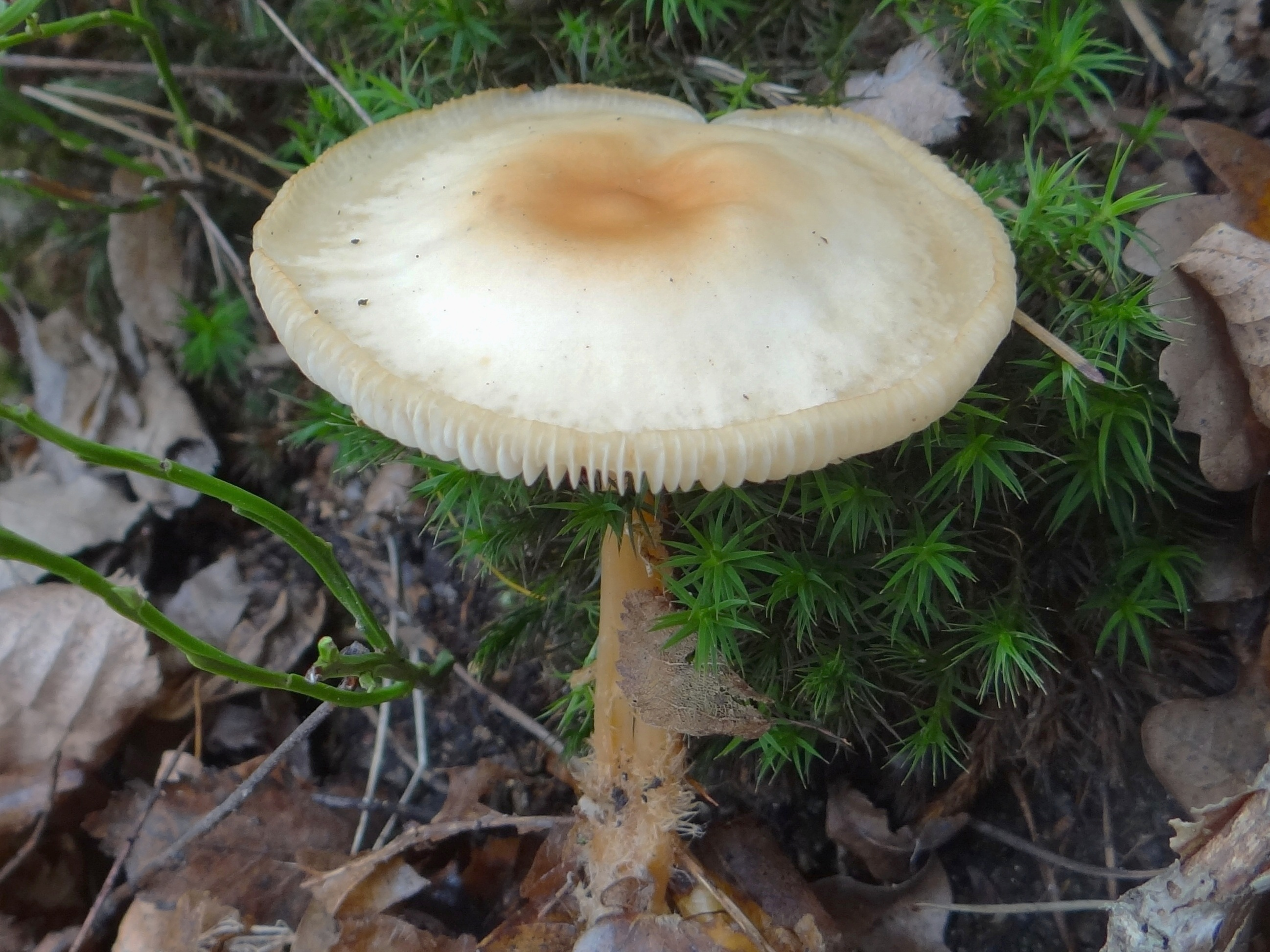
Gymnopus dryophilus var. aquosus

## Confuzii
Acest burete poate fi confundat cu mai multe specii, ca de exemplu: Callistosporium luteo-olivaceum (fără valoare culinară), Connopus acervatus sin.  Collybia acervata (comestibil), Entoloma rhodopolium sin. Entoloma nidorosum (otrăvitor), Gymnopus confluens sin. Collybia confluens (comestibil, dar fără valoare culinară), Gymnopus erythropus sin. Collybia erythropus (comestibil), Gymnopus fusipes (comestibil), Gymnopus hariolorum sin. Marasmius hariolorum (necomestibil, miros dezgustător de varză în putrefacție), Gymnopus.impudicus sin. Collybia impudica (necomestibil), Gymnopus peronatus (necomestibil), Rhodocollybia butyracea sin. Collybia butyracea (comestibil), Lyophyllum decastes (comestibil), Rhodocollybia fodiens sin. Collybia fodiens (comestibil, ceva amar), Rhodocollybia maculata sin. Collybia maculata (necomestibil, amar) sau Rhodocollybia prolixa sin. Collybia distorta (comestibil).

## Specii asemănătoare

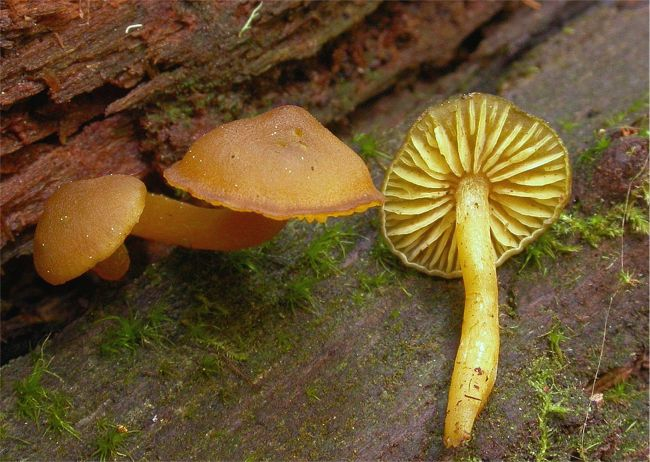
Callistosporium luteo-olivaceum
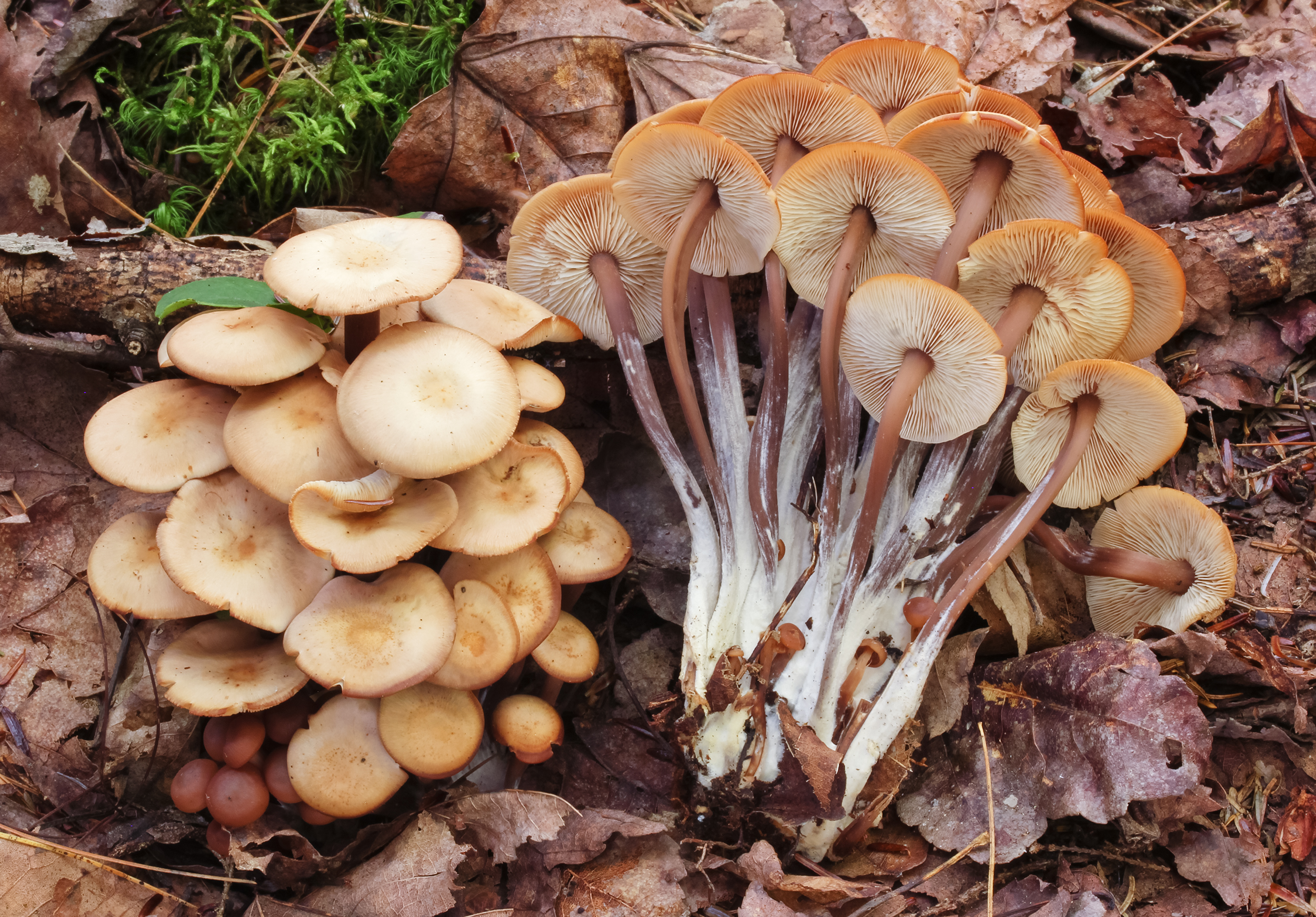
Connopus acervatus sin. Collybia acervata
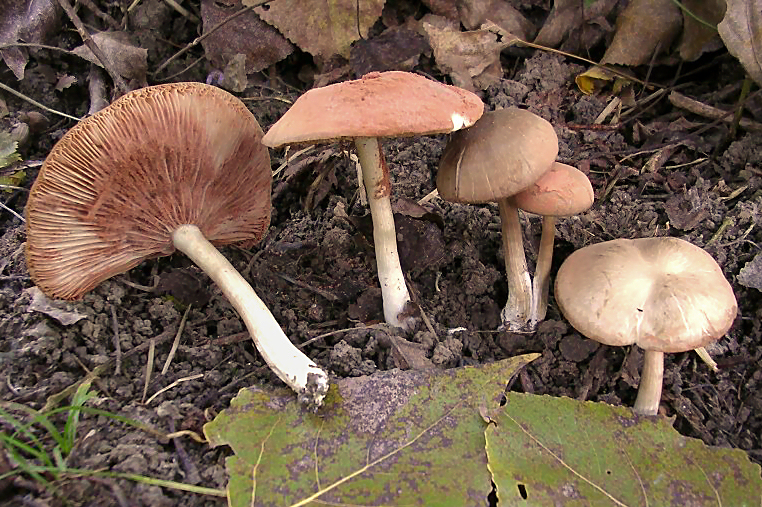
Entoloma rhodopolium sin. nidorosum
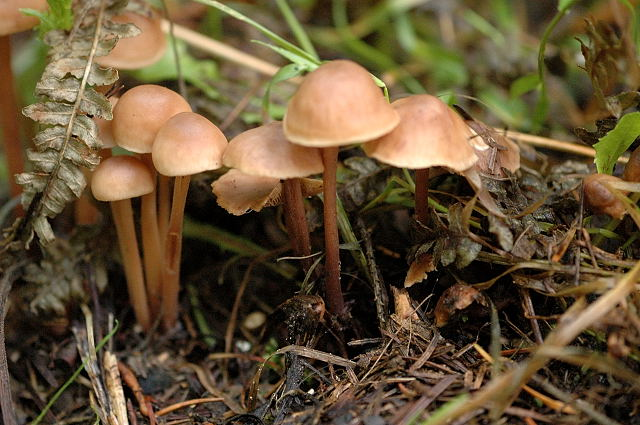
Gymnopus.confluens sin. Collybia confluens
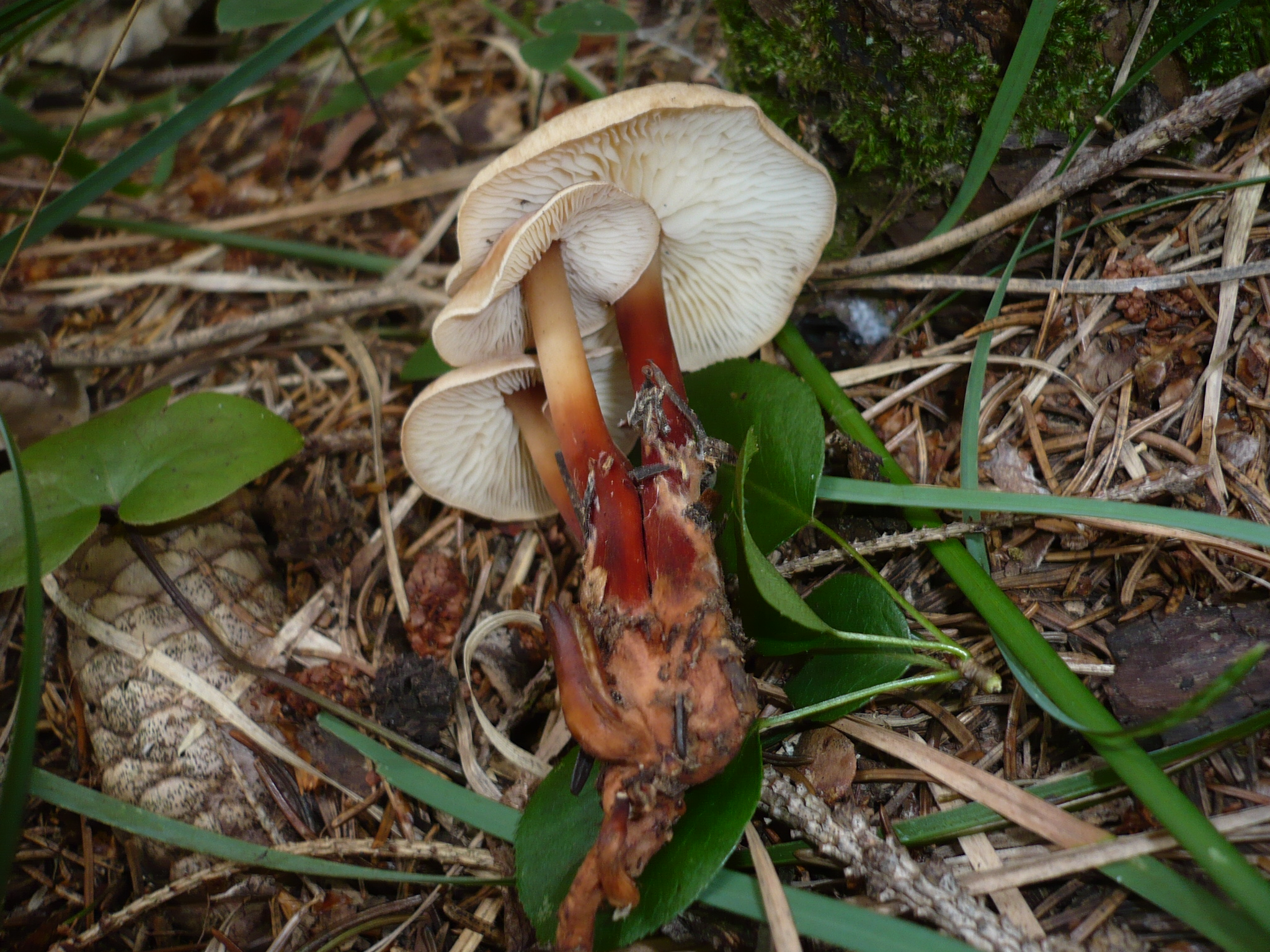
Gymnopus erythropus sin. Collybia erythropus
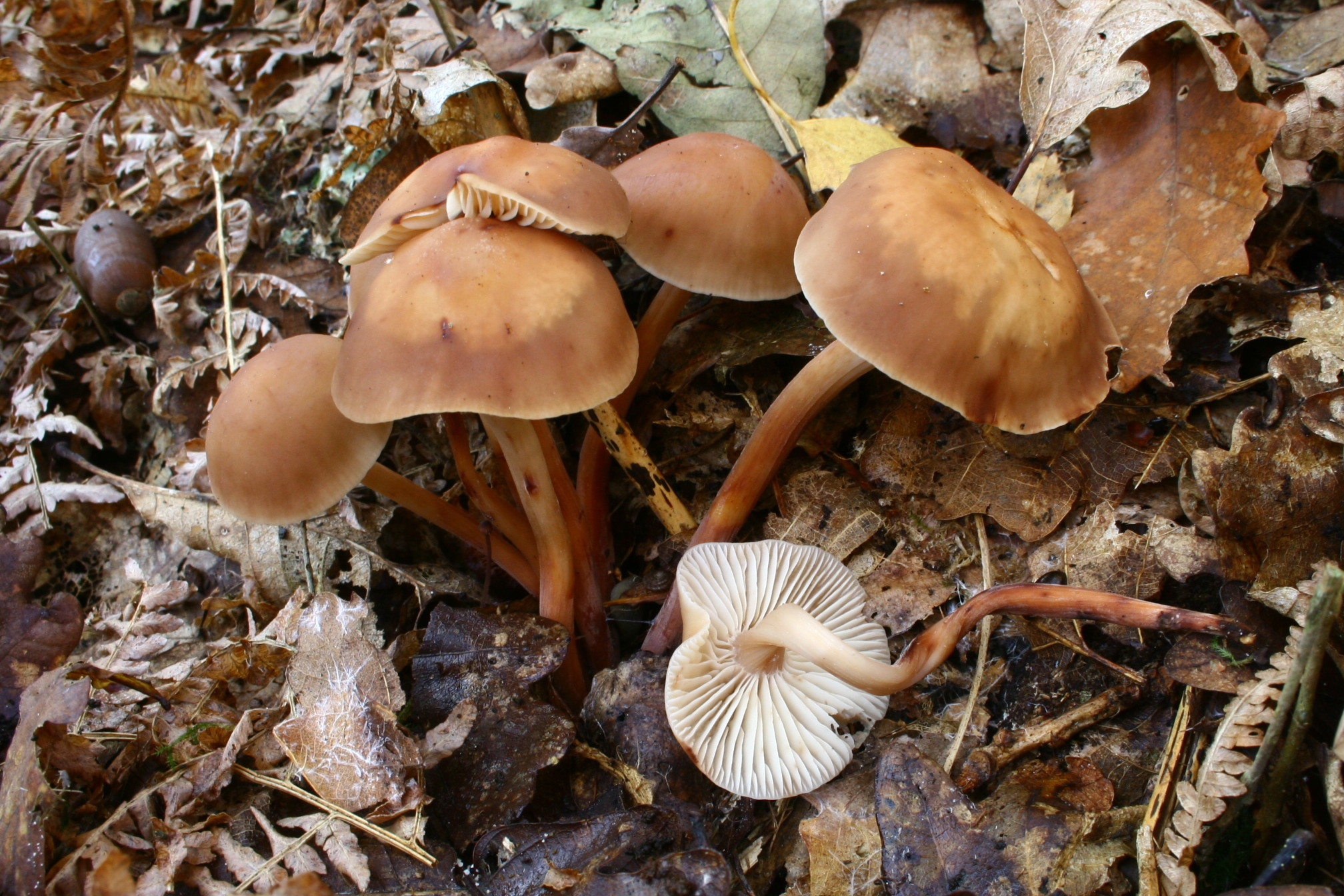
Gymnopus fusipes
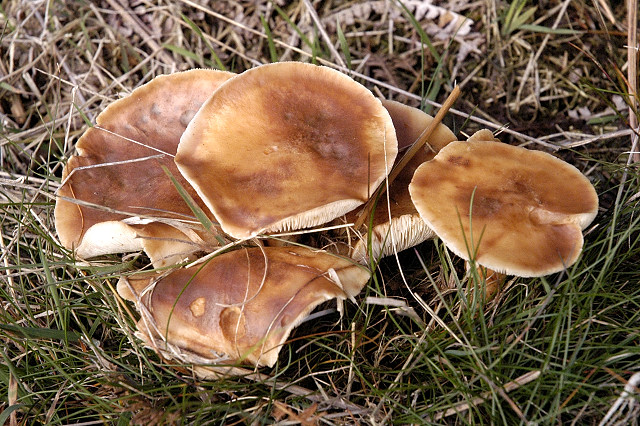
Gymnopus hariolorum sin. Marasmius hariolorum
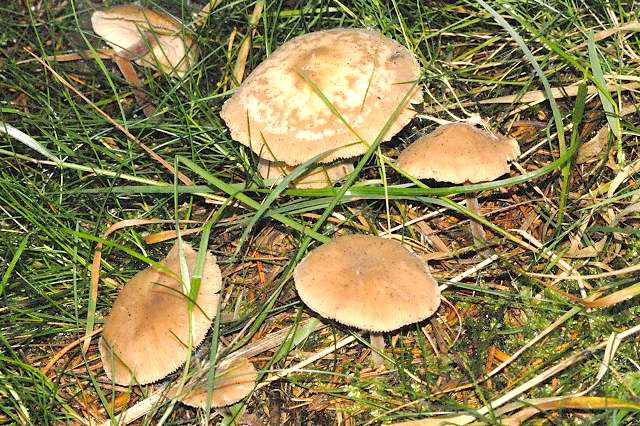
Gymnopus.impudicus sin. Collybia impudica

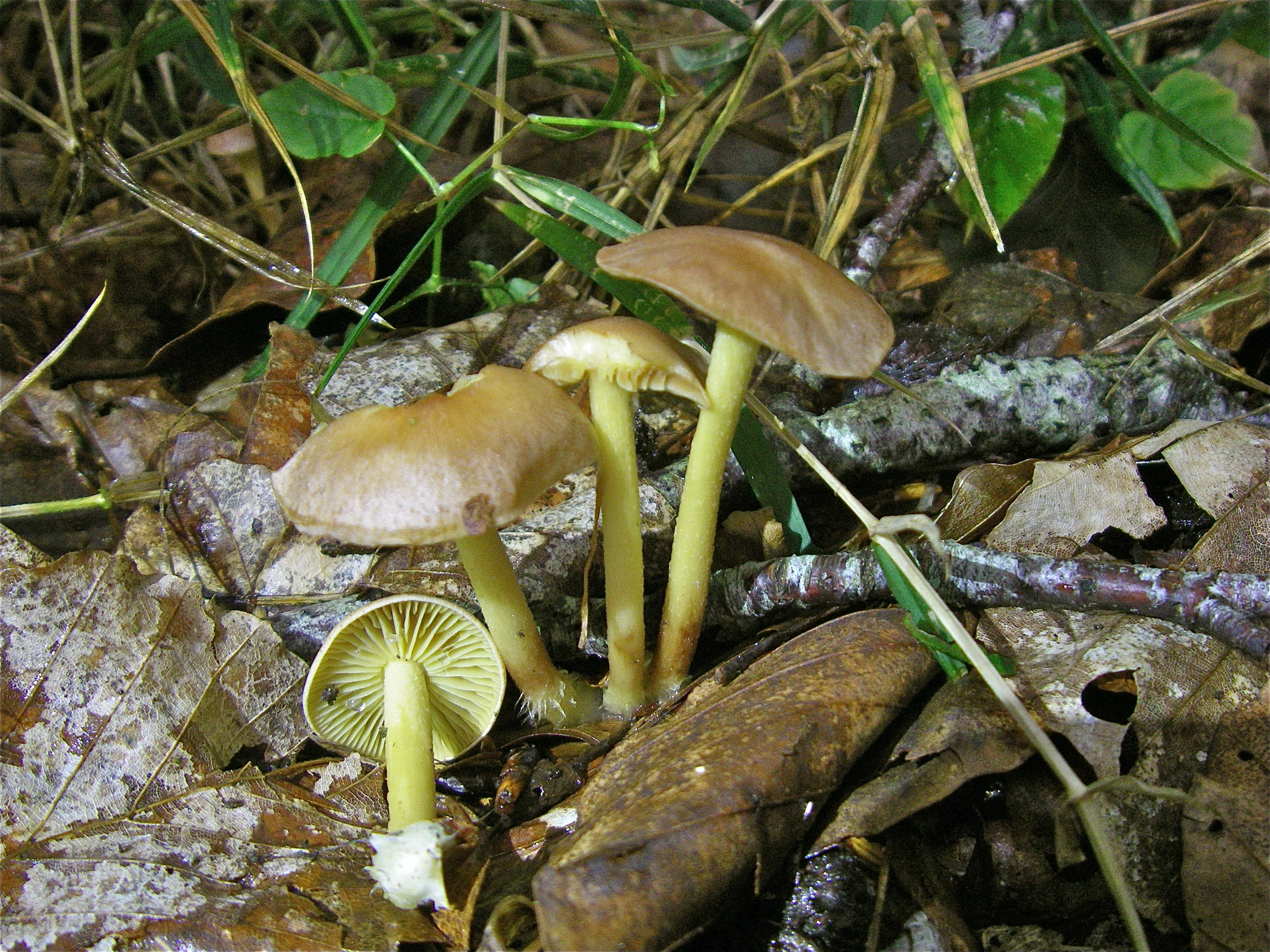
Gymnopus peronatus
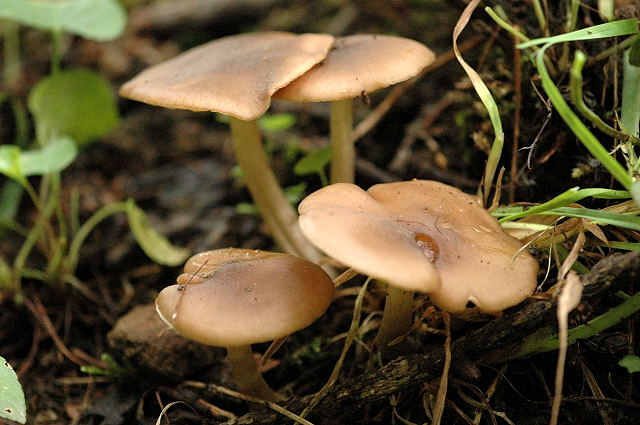
Lyophyllum decastes
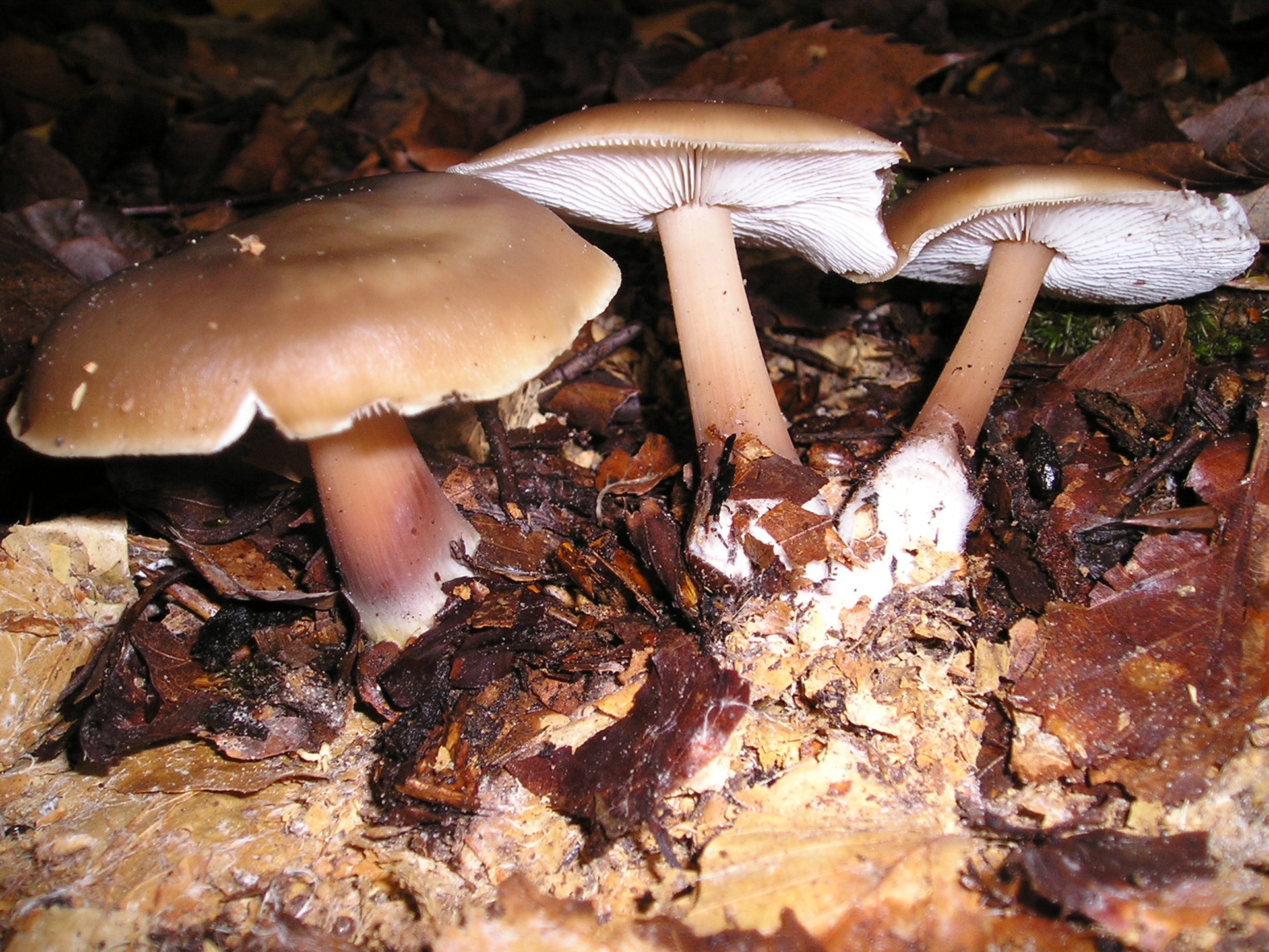
Rhodocollybia butyracea sin. Collybia butyracea
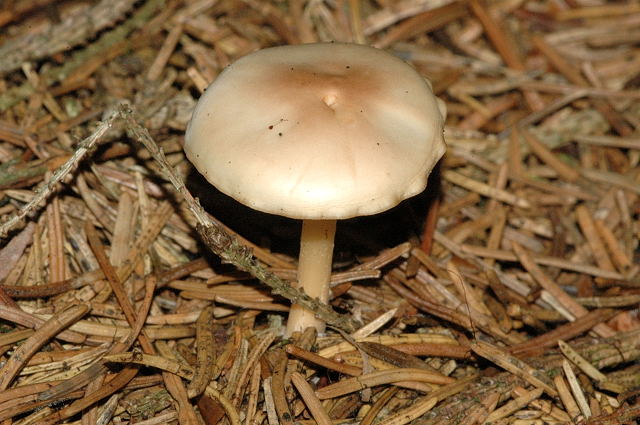
Rhodocollybia fodiens sin. Collybia.fodiens
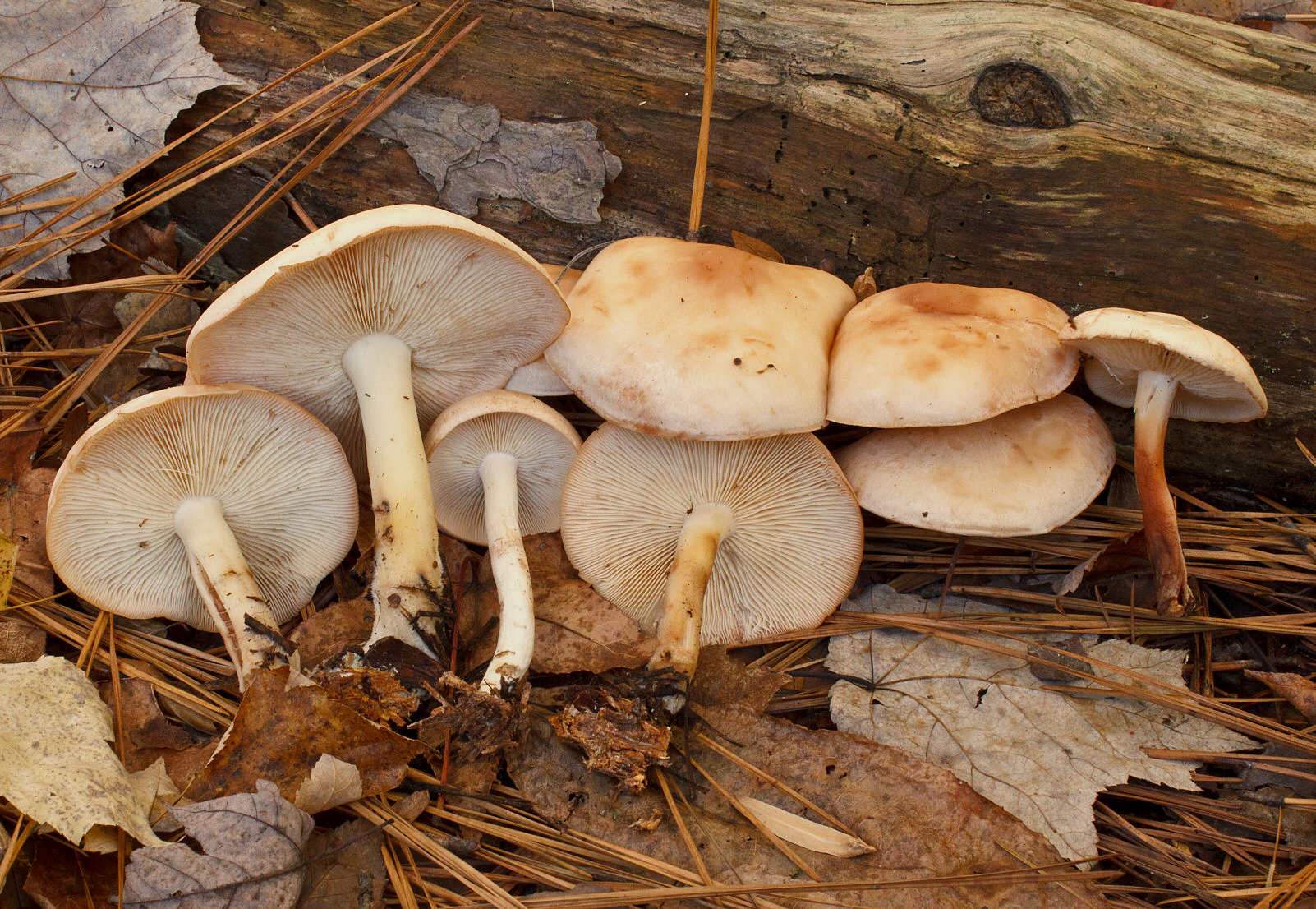
Rhodocollybia maculata sin. Collybia maculata
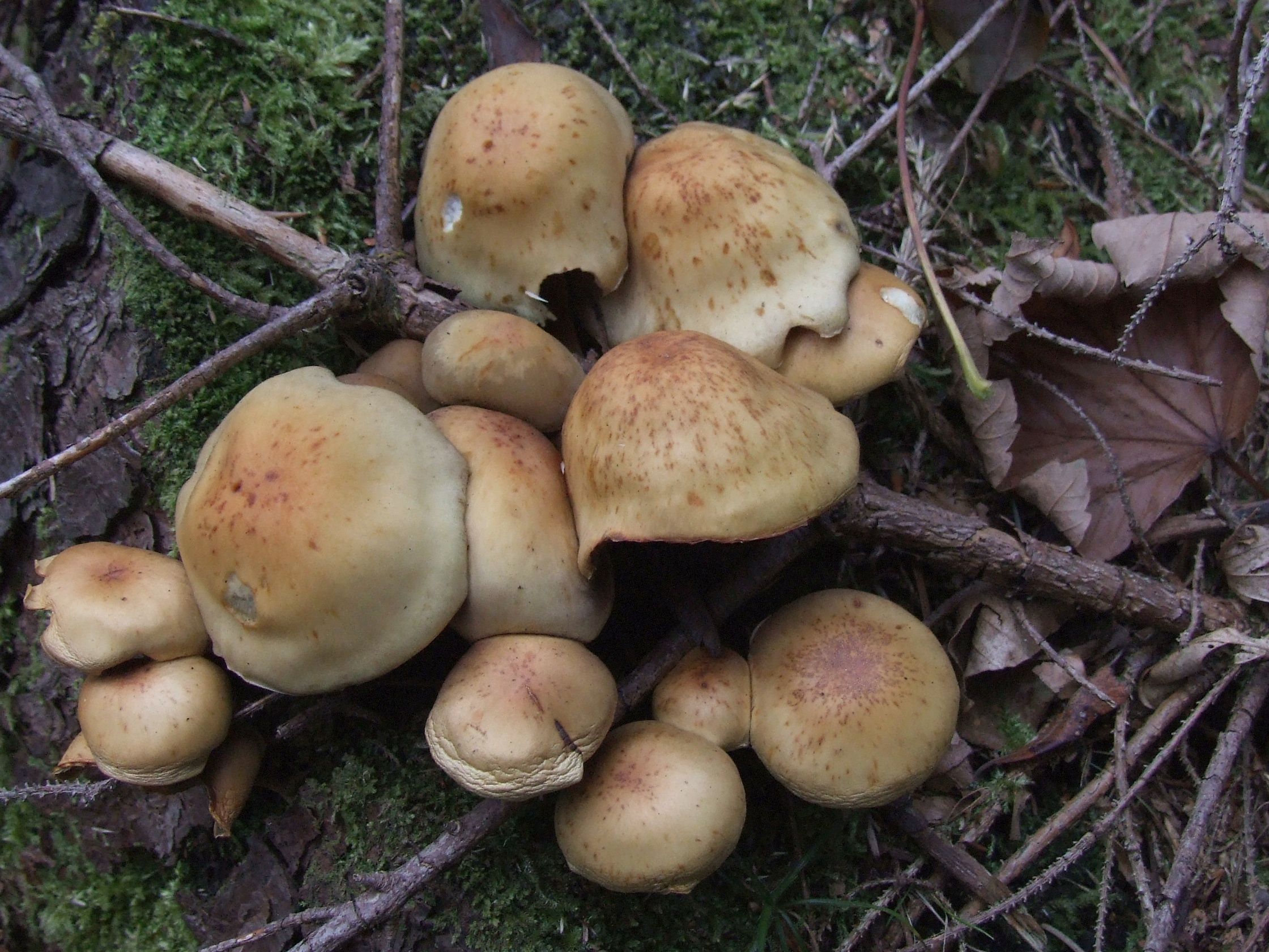
Rhodocollybia prolixa sin. Collybia distorta

## Valorificare
Datorită mirosului și gustului plăcut, această ciupercă este destul de apreciată în bucătărie, picioarele nefiind folosite. Deci nu prea mare, ea se găsește mereu în cantități mari. Bureții proaspeți pot fi pregătiți ca supă, ciulama, de asemenea împreună cu alte ciuperci de pădure sau adăugați la un sos de carne de vită sau vânat. Mai departe, ei pot fi tăiați felii și congelați. De asemenea este posibilă uscarea iar în continuare pulberăria buretelui într-o mașină electrică. Praful se adaugă pentru ridicarea savorii pentru sosuri de friptură. Foarte gustoși sunt preparați ca Duxelles (un fel de zacuscă).
Specia se aplică, de asemenea, ca o ciupercă vitală în medicina tradițională chineză și japoneză. Se spune, cä ar avea calității antiinflamatorii. Beta-glucagonul conținut inhibă producția de monoxid de azot în organism. Mai departe, buretele este capabil să descompună așternutul de foioase, acele de conifere precum și să degradeze celuloza și lignina, având astfel o mare importanță în ciclul material al pădurii.